# Bosznia-Hercegovina hadereje
Bosznia-Hercegovina hadserege az 1995-ben Daytonban megkötött egyezmény értelmében kettő külön hadseregre és egy közös határőrségre oszlik. Mind a Bosznia-hercegovinai Föderációnak, mind a Boszniai Szerb Köztársaságnak külön hadserege (és rendőrsége) van, de határőrsége mind a kettőnek közös. Egy 2001-es megállapodás értelmében a hadseregeket egy bizonyos, egyelőre meg nem határozott szintre csökkentik le. A katonai egységek parancsnoka a fegyveres erők Bosznia-Hercegovina vegyes állományának Szarajevóban.  Két fő parancsokat a Joint Staff: operatív irányító és Támogató Parancsnokság. 
Bosznia-Hercegovina hadereje három ezredből áll, amelyek az egyes etnikai csoportok katonai alakulatai, azaz a szerbeké, horvátoké és bosnyákoké. Ezen ezredeknek eltérő jelvényeik vannak, melyek nemzeti jelképeiken alapulnak.

## Bosznia-Hercegovina haderejének néhány összefoglaló adata
1995-ben Daytonban megkötött egyezmény értelmében, Bosznia-Hercegovina két önálló területi egységre oszlik. Bosznia-hercegovinai Föderáció és Boszniai Szerb Köztársaság. Az alkotmány szerint mind a két területi egységnek van külön hadserege, csak a határőrség közös. Ezeket a hadseregeket, egy 2001-es közös egyezmény értelmében lecsökkentik egy bizonyos szintre.
Az ország haderejének főbb adatai:
- Katonai költségvetés: 234,3 millió amerikai dollár, a GDP 4,5%-a.
- Teljes személyi állomány: 31 264 fő (2005-ben), ebből 19 800 fő aktív.
- Mozgósítható lakosság: 829 530 fő alkalmas katonai szolgálatra.

Külföldi békefenntartó, humanitárius, vagy újjáépítési munkákat végző csapatok:
- - Francia Idegenlégió
  - Zöldsapkások
  - 1995–1996 között 60 000 fő IFOR szolgálatban.
  - 12 000 fő SFOR szolgálatban ( a csapatok létszáma 7000 főre csökken)
  - 7000 fő EUFOR szolgálatban

## Bosznia-Hercegovinai Föderáció szárazföldi erői
A Bosznia-hercegovinai Föderáció szárazföldi erőinek állománya 13 200 fő
Egyesített parancsnokság:
- 1 reagáló dandár
- 1 páncélozott dandár
- 1 gépesített dandár
- 2 gyalogos dandár
- 1 műszaki dandár
- Tartalékos: kb. 150 000 fő

### A Bosznia-Hercegovinai Föderáció fegyverzete
- 203 db harckocsi (T–54, T–55, M60)
- 8 db könnyű harckocsi
- 25 db páncélozott gyalogsági harcjármű (AMX–10P, M–80)
- 120 db páncélozott szállító jármű (M113, M–80, BTR–50, BTR–70)
- 880 db tüzérségi löveg
  - vontatott: 105 mm-es, 122 mm-es, 130 mm-es, 152 mm-es
  - önjáró 122 mm-es

Helikopterek:
- 25 db (Mi–8, Mi–17, UH–1)

Repülőgép:
- 3 db UTVA–75

A felszerelést zömmel az SFOR erők ellenőrzik.

## A Boszniai Szerb Köztársaság szárazföldi erői
A Boszniai Szerb Köztársaság állománya 6600 fő
- 2 hadtest törzs
- 1 páncélozott dandár
- 1 gépestített dandár
- 2 kiképző dandár

+ támogató erők

### A Boszniai Szerb Köztársaság fegyverzete
- 80 db harckocsi (T–55, M48)
- 103 db páncélozott gyalogsági harcjármű (M–80)
- 97 db páncélozott szállító jármű (BOV–M, BTR–50)
- 581 db tüzérségi löveg
  - vontatott: 105 mm-es, 122 mm-es, 130 mm-es, 152 mm-es
  - önjáró: 122 mm-es
- 88 db sorozatvető (BM–21 Grad, M–36, M–77);
- 70 db aknavető (120 mm).;
- néhány Luna harcászati rakéta

Légvédelmi erő:
- SZ–75 Dvina, SA–6 Kub légvédelmi rakéták

Repülőgépek:
- kb. 20 db J–22 Orao, Jastreb, G–4 Super Galeb

Helikopter:
- 20 db (SA 341, Mi–8, HN.45).

## Fordítás
- Ez a szócikk részben vagy egészben  az   Armed Forces of Bosnia and Herzegovina című angol Wikipédia-szócikk fordításán alapul.  Az eredeti cikk szerkesztőit annak laptörténete sorolja fel. Ez a jelzés csupán a megfogalmazás eredetét és a szerzői jogokat jelzi, nem szolgál a cikkben szereplő információk forrásmegjelöléseként.